# Anomalon subxishuangum
Anomalon subxishuangum är en stekelart som beskrevs av Wang 1982. Anomalon subxishuangum ingår i släktet Anomalon och familjen brokparasitsteklar. Inga underarter finns listade i Catalogue of Life.